# Bessines
 Bessines  es una población y comuna francesa, en la región de Poitou-Charentes, departamento de Deux-Sèvres, en el distrito de Niort y cantón de Frontenay-Rohan-Rohan.

## Demografía
| 503 | 657 | 976 | 1130 | 1131 | 1358 |
| Para los censos de 1962 a 1999 la población legal corresponde a la población sin duplicidades (Fuente: INSEE [Consultar]) |     |     |      |      |      |